# Mordechai Spiegler
Mordechai Spiegler, né le 19 août 1944 à Sotchi en Union Soviétique, est un footballeur international israélien.
Il est le seul joueur de l'équipe d'Israël à avoir marqué en phase finale de Coupe du Monde.

## Biographie

### Carrière de joueur
Il détient le record du coup du chapeau le plus rapide en compétition du Paris Saint-Germain, en 6 minutes contre Avignon lors de la saison 1973-1974.
Ce brillant milieu offensif ou attaquant met une première fois un terme à sa carrière de joueur en 1977, puis la reprend en 1981, pour 14 matches, au Beitar Tel-Aviv.

## Palmarès

### En tant que joueur
- Champion d'Israël en 1971 avec le Maccabi Netanya
- Meilleur buteur du championnat d'Israël en 1967-1968, 1968-1969 et 1969-1970 avec le Maccabi Netanya
- 4e meilleur buteur de tous les temps du Championnat d'Israël
- Désigné meilleur joueur israélien pour la période 1948-1998
- 83 sélections et 33 buts avec l'équipe d'Israël (+ 21 sélections non officielles et 7 buts)
- Deuxième meilleur buteur de l'histoire de l'équipe d'Israël

### En tant qu'entraîneur
- Champion d'Israël en 1983 avec le Maccabi Netanya

## Source
- Marc Barreaud, Dictionnaire des footballeurs étrangers du championnat professionnel français (1932-1997), L'Harmattan, 1997.